# NGC 1006
NGC 1006 (NGC 1010) é uma galáxia espiral (Sc) localizada na direcção da constelação de Cetus. Possui uma declinação de -11° 01' 31" e uma ascensão recta de 2 horas, 37 minutos e 34,8 segundos.
A galáxia NGC 1006 foi descoberta em 21 de Novembro de 1876 por Édouard Jean-Marie Stephan.